# 梅爾迪亞岩
62°15′28.7″S 59°11′21″W / 62.257972°S 59.18917°W
梅爾迪亞岩（Meldia Rock），是南極洲的岩石，位於南設得蘭群島的納爾遜島西北岸，處於斯米列茨角以北0.8公里、福爾傑岩東北面2.2公里、懷特姆島西南面3.37公里和雷塔馬萊斯角西南面2.43公里，直徑0.22公里，現時由南極條約體系管理。